# Hikurangi
Hikurangi – miejscowość w Nowej Zelandii, na Wyspie Północnej, w regionie Northland.